# Samuel Barmish
Samuel Jacob Barmish (ur. 1995) – kanadyjski zapaśnik walczący w stylu wolnym. Zajął dziesiąte miejsce na mistrzostwach świata w 2021. Srebrny medalista mistrzostw panamerykańskich w 2022 i brązowy w 2021. Wicemistrz Olimpiady Machabejskiej w 2017 roku.
Zawodnik Concordia University.